# Distretto di Nangade
Il distretto di Nangade è un distretto del Mozambico di 63.739 abitanti, che ha come capoluogo Nangade.

## Geografia antropica

### Suddivisioni amministrative
Il distretto è suddiviso in due sottodistretti amministrativi (posti amministrativi), con le seguenti località:
- Sottodistretto di Nangade:
  - Litingina
- Sottodistretto di Ntamba:
  - Itanda
  - Mualela
  - Nambedo